# 古巴五人组

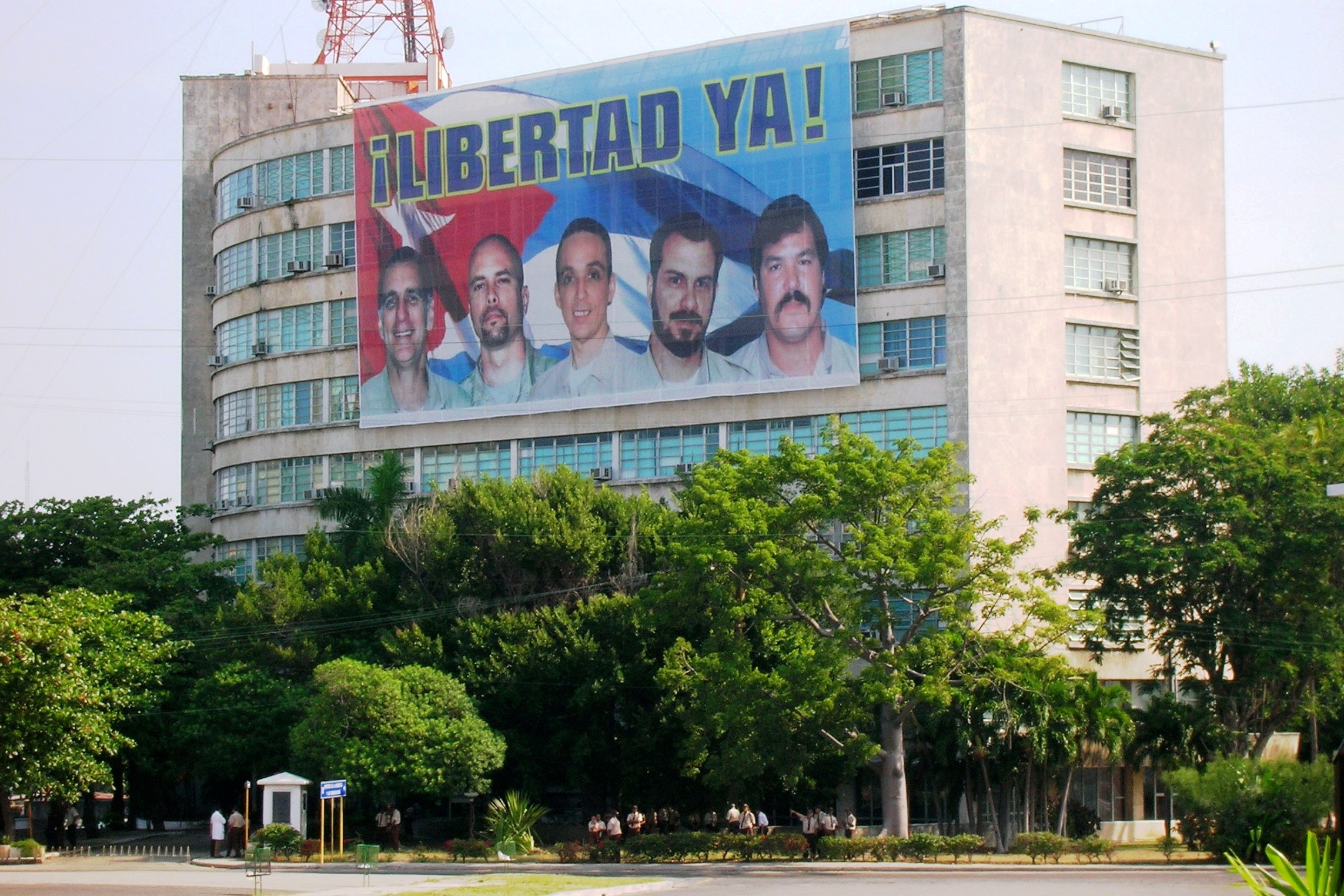
“马上放人！”哈瓦那的一幅宣传画表达了古巴政府的要求。

古巴五人组（西班牙文：Los cinco cubanos，英文：Cuban Five），特指被美国关押的古巴人拉蒙·拉瓦尼诺，安东尼奥·格雷罗，赫拉尔多·埃尔南德斯，费尔南多·冈萨雷斯和勒内·冈萨雷斯，他们的间谍网在1998年被美国联邦调查局破获。联邦调查局在许多年里曾一直在监视他们的活动。他们在迈阿密被认定针对美国从事间谍活动、谋杀、充当外国政府代理，以及从事其它非法活动。美国方面指责这五人观察并渗入了美国南方司令部，以及古巴裔美国人群体阿尔法66、F4突击队、古巴裔美国人全国基金会和救援兄弟会。
古巴方面承认这五人是特工，但称他们刺探的是古巴流亡者社区，不是美国政府，并称他们是在前美国中央情报局特工——激进的反共分子路易斯·波萨达·卡里莱斯在哈瓦那策划多起恐怖爆炸事件之后被派到南佛罗里达的。
五名古巴人坚称这项受到国际社会广泛谴责的指控缺乏公正。美国联邦第十一巡回上诉法院的一个由三名法官组成的专案组曾于2005年在亚特兰大推翻了原来的结论，这引起了反卡斯特罗人士的不满，之后合议庭驳回了五名古巴人所要求的重审，恢复原判。2009年7月，美国最高法院拒绝审查此案。古巴方面将古巴共和国英雄称号授予五人组，认为他们为保卫祖国和反对恐怖主义牺牲了自由。
勒内·冈萨雷斯于2011年10月7日刑满获释，并于2013年4月22日获准参加其父亲的葬礼，一名联邦法官允许他在放弃美国国籍的前提下留在古巴。费尔南多·冈萨雷斯于2014年2月27日获释，其余三人于2014年12月17日通过古巴同美国的换囚行动获释。